# Georg Bierbaum
Georg Bierbaum (* 13. August 1889 in Neugersdorf; † 22. Juni 1953 in Dresden) war ein deutscher Prähistoriker.
Er promovierte 1913 an der Universität Leipzig in Zoologie mit dem Thema Untersuchungen über den Bau der Gehörorgane von Tiefseefischen. Ab 1923 war er wissenschaftlicher Mitarbeiter am Museum für Mineralogie, Geologie und Vorgeschichte in Dresden. 1927 erfolgte seine Ernennung zum Kustos. 1931 wurde er Leiter des Archivs urgeschichtlicher Funde aus Sachsen in Dresden. 1938 übernahm er das Amt des Direktors des Landesmuseum für Vor- und Frühgeschichte in Dresden. 1949 ging er im Alter von 60 Jahren in den Ruhestand. Sein wissenschaftlicher Nachlass wird heute im Sächsischen Staatsarchiv – Hauptstaatsarchiv Dresden verwahrt.
Bierbaum war ab 1933 korrespondierendes Mitglied des Deutschen Archäologischen Instituts.

## Schriften
- Von Schanze zu Schanze. Eine vorgeschichtliche Wanderung im Süden Dresdens. (= Geschichtliche Wanderfahrten ZDB-ID 527667-6, Nr. 24.) Heinrich, Dresden 1932.